# Großdietmanns
Großdietmanns is een gemeente in de Oostenrijkse deelstaat Neder-Oostenrijk, gelegen in het district Gmünd (GD). De gemeente heeft ongeveer 2200 inwoners.

## Geografie
Großdietmanns heeft een oppervlakte van 39,92 km². Het ligt in het noordoosten van het land, niet ver van de grens met Tsjechië.
Amaliendorf-Aalfang · Bad Großpertholz · Brand-Nagelberg · Eggern · Eisgarn · Gmünd · Großdietmanns · Großschönau · Haugschlag · Heidenreichstein · Hirschbach · Hoheneich · Kirchberg am Walde · Litschau · Moorbad Harbach · Reingers · Schrems · St. Martin · Unserfrau-Altweitra · Waldenstein · Weitra
- Gemeinsame Normdatei: 4809631-3
- Virtual International Authority File: 242761281
- WorldCat: E39PBJcBRdbKPDBwjKkjBppF8C